# Kettenberg (Kürten)
Kettenberg ist ein Wohnplatz in der Gemeinde Kürten im Rheinisch-Bergischen Kreis.

## Lage und Beschreibung
Der Ort liegt abseits überörtlicher Straßen nördlich von Breibach.

## Geschichte
Kettenberg wurde erstmals im Jahr 1280 als Ketherberghe urkundlich erwähnt. Das Appellativ im Ortsnamen ist Berg, die Bedeutung des Bestimmungsworts ist ungeklärt.
1822 lebten fünf Menschen im als Haus kategorisierten und Kettenberg bezeichneten Ort.
Der 1845 laut der Uebersicht des Regierungs-Bezirks Cöln als isoliertes Haus kategorisierte Ort besaß zu dieser Zeit ein Wohnhaus. Zu dieser Zeit lebten zehn Einwohner im Ort, davon alle katholischen Bekenntnisses.
Die Gemeinde- und Gutbezirksstatistik der Rheinprovinz führt Kettenberg 1871 mit drei Wohnhäusern und 13 Einwohnern auf.
Im Gemeindelexikon für die Provinz Rheinland von 1888 werden vier Wohnhäuser mit 21 Einwohnern angegeben.
1895 hatte der Ort vier Wohnhäuser und 22 Einwohner.
1905 besaß der Ort zwei Wohnhäuser und 16 Einwohner und gehörte konfessionell zum katholischen Kirchspiel Kürten.
1927 wurden die Bürgermeisterei Kürten in das Amt Kürten überführt. In der Weimarer Republik wurden 1929 die Ämter Kürten mit den Gemeinden Kürten und Bechen und Olpe mit den Gemeinden Olpe und Wipperfeld zum Amt Kürten zusammengelegt. Der Kreis Wipperfürth ging am 1. Oktober 1932 in den Rheinisch-Bergischen Kreis mit Sitz in Bergisch Gladbach auf.
1975 entstand aufgrund des Köln-Gesetzes die heutige Gemeinde Kürten, zu der neben den Ämtern Kürten, Bechen und Olpe ein Teilgebiet der Stadt Bensberg mit Dürscheid und den umliegenden Gebieten kam.

## Sonstiges
In der kleinen Ortschaft Kettenberg lebte lange Jahre und starb der Komponist Karlheinz Stockhausen.